# Infected Rain
Infected Rain es una banda de groove/nu/metalcore originaria de Moldavia. Fue formada en 2008 por el guitarrista Vadim "Vidick" Ozhog, la vocalista Elena Cataraga "Lena Scissorhands", y el DJ Ivan Kristioglo "DJ Kapa". Debutaron el 3 de agosto de 2008 en un concierto dedicado a Slayer. Más tarde, el 8 de agosto de 2008, Infected Rain participó en un festival de heavy metal Red Alert en Crimea. A finales de agosto del mismo año,  grabaron su primer demo CD compuesto de tres canciones ("With Me", "Parasite", y "No Idols"). También, el grupo participó en varios conciertos en Ucrania. 
La Infected Rain participó en festivales de heavy metal como Red Alert 2008, el Metal Heads' Mission 2009, RockHausen 2008/2009, Fuckin'FuckFest 3, Big Up! Urban Fest 2009 (dónde la banda ganó el primer lugar), y Forrest Kap 2009/2010. En el verano de 2009  liberaron el "ЕР2009", compuesto de 6 canciones (Judgmental Trap, Panika, No More, Escape, Go Away, and Homeless). La combinación de guturales femeninos, hard riffs y sonidos electrónicos trajeron a Infected Rain un estilo propio. En el invierno de 2010 lanzaron su primer vídeo, para la canción "Judgemental Trap". Para entonces, la banda se presentó en varios conciertos en Moldavia y Rumania. 
El 25 de noviembre de 2011 el grupo liberó su primer LP titulado Asylum, y luego la banda fue a Rumanía. En enero de 2012 estuvo lanzó su segundo vídeo para la canción "At The Bottom of The Bottle". En junio de 2012 Infected Rain actuó con bandas bien conocidas como Motley Crue y Dimmu Borgir. En el verano de 2012 estuvo lanzaron dos canciones con sus vídeos: "Me Against You" (colaborando con Moldova Extreme Moto Cross), y "Stop Waiting". En el otoño de 2013 Infected Rain visitó Rumanía, Ucrania, Rusia y Bulgaria, en su primer gran tour. 
El 15 de mayo de 2014  lanzaron el LP  Embrace Eternity. En el verano de 2014 el grupo participó en festivales como "FajtFest 2014"  (en la República Checa), Maratón Festival, RUTA68 SUMMERFEST y Rockstadt Extreme Fest 2014 en Rumanía, donde  actuó al lado con a grupos como Necrología, Behemoth, Sodom, Katatonia, The Agonist, y otros. Entonces realizó una gira de dos meses a través 12 países europeos para apoyar su nuevo álbum. El año siguiente, la banda lanzó las canciones Serendipity, Intoxicating, Mold, y Fool the Gravity.
El 20 de abril de 2017 estuvo liberaron el LP "86", que tal parece que es el año de nacimiento del vocalista Lena Sсissorhands (1986). El álbum presenta 11 piezas. Los tres álbumes fueron grabados en un estudio Must Music, en Molvavia, y fueron producidos por Valentin Voluțun junto a Infected Rain. Las letras de las canciones de Infected Rain son escritas por Lena Sсissorhands, y lo hace en inglés.

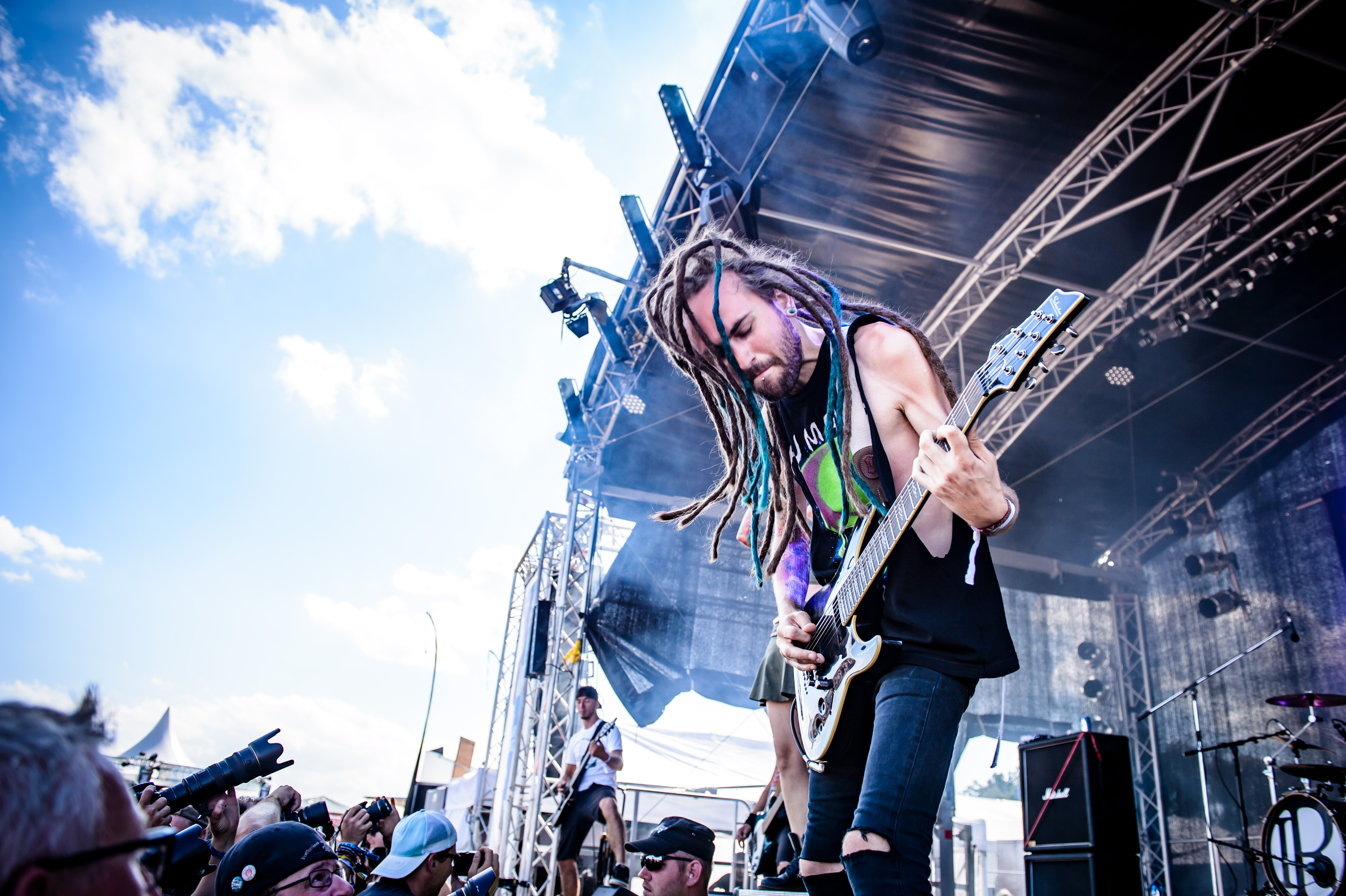
Infected Rain en el Summer Breeze Festival 2017

La música está compuesta principalmente por el guitarrista Vidick, con contribuciones de todos otros miembros. Lena se destaca visualmente como una cantante femenina de gran belleza, grandes tatuajes, cabello con rastas de colores y, por supuesto, por sus vocalizaciones pesadas y guturales, las cuales combina con voces limpias. Su mánager es Melissa Cross de Nueva York. Por su estilo, Lena fue llamada por los medios de comunicación locales como "la más excéntrica vocalista de Moldavia".
Infected Rain es conocida por fusionar varios estilos musicales, desde Nu Metal (rapeo, turntablism), Metalcore (desgloses, riffs de guitarra, guturales) hasta Death Metal Melódico(armonías, melodías, abucheos). Usan guitarras barítonas y afinación grave, batería contrabaja, desgloses de metalcore y turntablism. Registros vocales altos hasta guturales bajos, canto limpio y algunos rapeos.

## Miembros actuales
- Vadim "Vidick" Ozhog - Guitarra (2008-presente)
- Alice Lane - Bajo (2023-presente)
- Eugen Voluta - Batería (2012-presente)
- Elena "Lena Scissorhands" Cataraga - Voz (2008-presente)

## Miembros anteriores
- Ivan Kristioglo (DJ Kapa) - DJ (2008-2010)
- Andrei "Mednyi" - Guitarra (2008-2010)
- Vadim Protsenko - Batería (2008-2012)
- Sergey Babici - Guitarra (2010-2023)
- Vladimir Babici - Bajo (2008-2023)

## Discografía

### Álbumes
- 2011: Asylum
- 2014: Embrace Eternity
- 2017: 86
- 2019: Endorphin
- 2022: Ecdysis
- 2024: TIME

### Singles
- 2013: Stop Waiting
- 2016: Serendipity
- 2016: Intoxicating
- 2017: Mold
- 2017: Fool The Gravity
- 2019: Passerby
- 2019: The Earth Mantra
- 2019: Lure
- 2019: Storm
- 2019: Black Gold
- 2021: Postmortem Pt. 1
- 2021: Fighter
- 2022: The Realm of Chaos con Heidi Shepherd
- 2022: Longing
- 2023: Dying Light
- 2023: Never to Return
- 2023: Because I Let You
- 2024: Vivarium
- 2024: Lighthouse

### Álbumes en vivo
- 2023: The Devil's Dozen

### EPs
- 2009: Judgemental Trap

### Demos
- 2008: Demo 2008